# Roger North

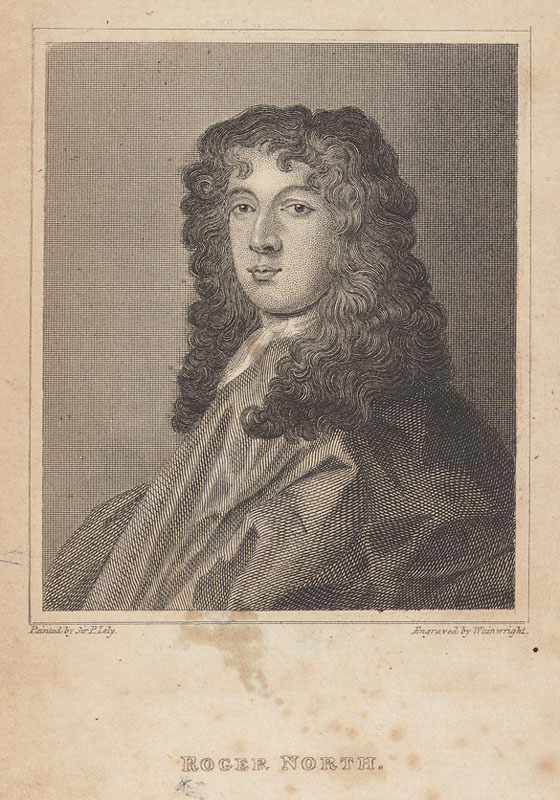
Roger North

Hon. Roger North KC (* 3. September 1653; † 1. März 1734) war ein englischer Rechtsanwalt, Biograf und Musiktheoretiker.

## Leben
Er war der sechste Sohn von Dudley North, 4. Baron North, aus dessen Ehe mit Anne Montagu.
Er studierte am Jesus College der Universität Cambridge und wurde 1675 am Middle Temple als Barrister zugelassen. 1678 erhielt er das Amt des Steward der Diözese Canterbury. Seine Anwaltskarriere wurde von seinem Bruder Francis gefördert, der ab 1682 Lordkanzler war. 1682 wurde North Bencher des Middle Temple sowie King’s Counsel und 1684 Solicitor-General des Duke of York. 1685 war als Abgeordneter für Dunwich Mitglied des Unterhauses des englischen Parlaments.
Die Glorious Revolution beendete 1688 seinen Aufstieg. Er zog sich auf sein Anwesen Rougham in Norfolk zurück und heiratete Mary Gayer, Tochter des Sir Robert Gayer, Gutsherr von Stoke Poges in Buckinghamshire. Von ihm stammt die Familie der Norths of Rougham ab.
North sammelte Bücher und beschäftigte sich mit Schriftstellerei. Seine bekanntesten Werke sind Lives of the Norths, die posthum mit seiner Autobiografie Notes of me veröffentlicht wurden; letztere gilt als zuverlässige zeitgeschichtliche Quelle. Vor allem seine Anmerkungen zur musikalischen Aufführungspraxis waren von hohem musikhistorischem Wert für die Erforschung der englischen Barockmusik. Daneben schrieb North über Musikästhetik und -pädagogik und über Fragen der Stimmung. Eine seiner bedeutendsten Leistungen auf diesem Gebiet war der theoretische und praktische Entwurf einer mitteltönigen Stimmung vor dem Zeitalter der gleichstufigen Stimmung.

## Werkausgaben
- John Wilson (Hrsg.): Roger North on music. Being a selection from his essays written during the years c. 1695-1728. Novello, London 1959.
- Howard Montagu Colvin, John Newman (Hrsg.): Of building. Roger North’s writings on architecture. Clarendon, Oxford 1981, ISBN 0-19-817325-3.
- Mary Chan (Hrsg.): Roger North’s Cursory notes of musicke. Unisearch, Kensington (New South Wales) 1986, ISBN 0-85823-279-0.
- Mary Chan (Hrsg.): The musicall grammarian. University Press, Cambridge 1990.
- Peter Millard (Hrsg.): Notes of me. The autobiography of Roger North. University of Toronto Press, Toronto 2000, ISBN 0-8020-4471-9.
- Roger North: Memoirs of musick. George Bell, London 1846. Nachdruck Olms, Hildesheim 2004, ISBN 3-487-11989-7.